# 北村龍象
北村 龍象（きたむら りゅうしょう、弘化元年8月7日（1844年9月18日） - 大正15年（1926年5月1日）は、丹波国出身の教育者、与力。
丹波誌の著者として知られる。

## 概要
弘化元年、丹波国にて幕臣禁裏付与力西村高久の二男として生まれる。文久3年に与力となる。元治元年には幕府文武場の教官となり、旗本及び役人の子弟教育と月に3回家茂将軍の侍講を務めた。明治元年、鳥羽・伏見の戦いに幕府軍として参戦するも、敗戦。同年、丹波国桑田郡における最初の家塾「典学舎」を創設した。その後長年にわたって丹波各地を実地調査し、丹波誌を完成させた。